# James Carey
James William Carey (Providence (Rhode Island), 7 september 1934 - Wakefield (Rhode Island), 23 mei 2006) was een Amerikaanse hoogleraar aan de Columbia-universiteit waar hij les gaf in journalistiek en communicatie.
Carey is het meest bekend om zijn wetenschappelijke geschriften over de invloed van de telegraaf in de 19e eeuw en zijn opvatting van communicatie als een cultureel verschijnsel.
Alles bij elkaar schreef hij drie werken en meer dan honderd essays en artikelen over de media en massacommunicatie.
"Communications as Culture" is zijn befaamdste werk.
James Carey overleed op 71-jarige leeftijd aan emfyseem.